# Губадія
Губадія  (башк. ғөбәҙиә, тат. гөбəдия) — страва татарської і башкирської національної кухні, закритий круглий багатошаровий пиріг. Традиційний варіант солодкий і подається до чаю, проте, існують варіації рецепта, що включають м'ясо. У Башкортостані поширена переважно в західних і північних районах.

## Інгредієнти
- прісне або дріжджове тісто
- рис
- ізюм
- яйця
- Курт (виварений в топленому молоці сир з вершковим маслом і цукром)
- курага та чорнослив (інколи)
- м'ясний фарш (інколи)

## Обрядове значення
Губадія готуєтеся на свята, обов'язкова на весільному столі, при торжестві в честь надання імені дитині, при зустрічі дорогих гостей. За обрядовим значенням близький до короваю.